# José Llambías
José Llambías Merchant (c. 1922 — 22 de septiembre de 2011) fue un arquitecto chileno de ascendencia española. Entre sus principales obras están el Coliseo Monumental La Tortuga de Talcahuano (1957-1980) y el edificio del Instituto Nacional José Miguel Carrera (1962-1963) en Santiago.

## Biografía
Era hijo de inmigrantes españoles, originarios de las islas Baleares y Andalucía. Estudió en el Liceo Barros Borgoño y posteriormente ingresó a la carrera de arquitectura en la Universidad de Chile, desde donde se graduó en 1945 con distinción máxima.
Su primer gran proyecto fue la construcción de un gimnasio techado en la ciudad de Talcahuano, tras ganar el concurso público convocado en 1964 por el alcalde de esa ciudad, Luis Macera. El complejo, hoy conocido como "La Tortuga" por su forma de caparazón, se construyó entre 1957 y 1980 y tiene capacidad para alrededor de 10.000 asistentes.
En 1960 participó del concurso para la remodelación del Instituto Nacional José Miguel Carrera, impulsado por el gobierno de Jorge Alessandri Rodríguez, quedando seleccionado entre los cinco proyectos finalistas, de un total de 130. En 1961 su diseño, que consistía en un conjunto de tres módulos, resultó ganador, siendo construidas sus dos primeras etapas entre 1962 y 1963.
Además de las construcciones ya mencionadas, diseñó el antiguo Estadio de Curicó, la sede social de Unión Española —demolida en 2010— en Santiago y de Frontel en Angol, la residencia que fuera embajada de Uruguay en Chile y un centenar de construcciones residenciales, comerciales e industriales.
Recibió diez menciones en premios nacionales de arquitectura y participó en concursos internacionales, como el de la Ópera de la Bastilla en París, finalmente ganado por el uruguayo Carlos Ott, y del Centro de Artes de Tokio.